# Gripla
Die Gripla ist eine isländische wissenschaftliche Zeitschrift der skandinavistischen Mediävistik und isländischen Literatur des Mittelalters (Altnordische Literatur). Die Zeitschrift wird durch das Forschungsinstitut der „Stofnun Árna Magnússonar í íslenskum fræðum“ (Stiftung Árni Magnússon für Isländische Forschungen) in  Reykjavík  jährlich seit 1975 im Peer-Review herausgegeben. Die primäre Publikationssprache ist Isländisch dazu werden Beiträge in den übrigen skandinavischen Sprachen sowie in englischer und deutscher Sprache angenommen. Derzeitige verantwortliche herausgebende Redaktoren sind Emily Lethbridge, Jóhanna Katrín Friðriksdóttir und Viðar Pálsson.
Thematische Schwerpunkte sind neben der Literaturgeschichte der altnordwestnordischen Dichtung und Prosa besonders Themen der Handschriftenkunde (Paleographie) und Editionsphilologie des überlieferten Textkorpus. Des Weiteren werden Themen der Sprachwissenschaft, der Altertums- und Volkskunde, sowie die Erstedition kürzer Textausgaben veröffentlicht.